# Gran Consejo General de San Marino
El Gran Consejo General de San Marino (en italiano Consiglio Grande e Generale di San Marino) es el órgano legislativo de San Marino. Está compuesto por sesenta miembros elegidos cada cinco años mediante un sistema de representación proporcional en los nueve castelli.
Estas divisiones administrativas corresponden a las viejas parroquias de la República, y cada uno es gobernado por un Consejo a cuya cabeza está un capitán elegido cada cinco años. El Gran Consejo General aprueba el presupuesto, así como elige a los capitanes regentes como cabezas del ejecutivo.
La cláusula de barrera para acceder a una banca está situada en el 3,5 %.

## Historia
Ya en el siglo XII se atestigua la existencia de una asamblea compuesta por sesenta miembros que compartían el poder con el arengo y el Consejo de los Doce.
El organismo asumió una posición preeminente a lo largo de los siglos, convirtiéndose a partir del siglo XVII en la expresión de la oligarquía que ostentaba el poder. Hasta el arengo de 1906, el Consejo fue renovado por cooptación y estaba integrado por veinte miembros de todas las clases (nobles, ciudadanos y castillos rurales); después de lo cual se celebraron elecciones democráticas, primero cada tres años y luego cada cinco.
Durante la era oligárquica y el régimen fascista se le llamó Consejo Príncipe y Soberano.

## Sistema electoral
Todos los ciudadanos de San Marino mayores de 18 años pueden votar.
La ley electoral prevé la elección por papeleta de listas con representación semiproporcional para la circunscripción única nacional. Desde 2008, a la coalición ganadora se le ha asignado, en cualquier caso, la mayoría de los escaños, que se asignan alternativamente a las listas concurrentes utilizando el método D'Hondt. Resultan elegidos los candidatos de cada lista que obtengan el mayor número de votos. Cada elector tiene la posibilidad de indicar una preferencia por los candidatos de la lista escogida.

## Requisitos de elegibilidad
Los requisitos para ser elegible como consejero son los siguientes:
- Tener 21 años o cumplirlos en el año de las elecciones.
- Tener la nacionalidad sanmarinense (para mujeres extranjeras casadas con ciudadanos de San Marino, tienen que tenerla desde hace al menos 5 años) y la residencia en la República.
- Saber leer y escribir.
- No tener un parentesco directo con otros consejeros.
- No haber tenido ninguna condena penal.
- No estar impedido por ninguna enfermedad mental.
- Disfrutar de derechos políticos.
- No ser magistrado o abogado fiscal.
- No ocupar cargos eclesiásticos, diplomáticos o consulares, incluidos los honorarios, en países extranjeros.
- No ser miembro de la junta de algún Castello.
- No formar parte de la gendarmería o policía civil.

## Resultado electoral
|                                    | Democracia y Libertad              |                                         | Partido Demócrata Cristiano Sanmarinense | 6,206  | 34.14 | 22 |
|                                    | Democracia y Libertad              | Alianza Reformista                      | 1,268                                    | 6.98   | 4     |    |
|                                    | Democracia y Libertad              | Votos directos a la coalición           | 69                                       | 0.38   | 0     |    |
| Total                              | Total                              | 7.543                                   | 41.50                                    | 26     |       |    |
|                                    | Libera/PS-PSD                      |                                         | Libera-Partido Socialista                | 2,862  | 15.75 | 10 |
|                                    | Libera/PS-PSD                      | Partido de los Socialistas y Demócratas | 2,216                                    | 12.19  | 8     |    |
|                                    | Libera/PS-PSD                      | Votos directos a la coalición           | 64                                       | 0.35   | 0     |    |
| Total                              | Total                              | 5.142                                   | 28.29                                    | 18     |       |    |
|                                    | Futura República                   | Futura República                        | Futura República                         | 2,178  | 11.98 | 8  |
|                                    | Domani Motus Liberi                | Domani Motus Liberi                     | Domani Motus Liberi                      | 1,540  | 8.47  | 5  |
|                                    | Movimiento Cívico RETE             | Movimiento Cívico RETE                  | Movimiento Cívico RETE                   | 922    | 5.07  | 3  |
|                                    | Democracia Solidaria               | Democracia Solidaria                    | Democracia Solidaria                     | 852    | 4.69  | 0  |
| Votos inválidos y en blanco        | Votos inválidos y en blanco        | Votos inválidos y en blanco             | Votos inválidos y en blanco              | 1,271  | –     | –  |
| Total                              | Total                              | Total                                   | Total                                    | 19,448 | 100   | 60 |
| Votantes registrados/participación | Votantes registrados/participación | Votantes registrados/participación      | Votantes registrados/participación       | 38,338 | 50.73 | –  |
| Fuente:                            |                                    |                                         |                                          |        |       |    |